# ネジル・カズム・アクセス
ネジル・カズム・アクセス（Necil Kazım Akses、1908年5月6日 - 1999年2月16日）は、トルコの作曲家。
イスタンブール出身。ウィーンでヨーゼフ・マルクスに、プラハでヨセフ・スクとアロイス・ハーバに師事。パウル・ヒンデミットとともにアンカラ音楽院の設立に尽力した。ジェマル・レシット・レイ、ハサン・フェリット・アルナル、ウルヴィ・ジェマル・エルキン、アフメト・アドナン・サイグンとともに、トルコの伝統音楽と西洋音楽の技法を結びつけた最初の作曲家としてトルコ5人組と呼ばれた。1949年からトルコ政府の文化特使としてベルンとボンに派遣された。
作品には管弦楽曲、室内楽曲、ピアノ曲があり、1969年のヴァイオリン協奏曲が最も知られている。